# Пйотр Самєц-Талар
Пйотр Самєц-Талар (пол. Piotr Samiec-Talar, нар. 2 листопада 2001, Сьрода-Шльонська, Польща) — польський футболіст, нападник клубу «Шльонськ».

## Ігрова кар'єра

### Клубна
Пйотр Самєц-Талар є вихованцем молодіжної команди клубу «Шльонськ». З 2018 року молодого нападника почали залучати до матчів першої команди. Першу гру в основі нападник провів у жовтні 2018 року. Та на початку для набору ігрової практики футболіст був відправлений воренду. На початку 2021 року до кінця сезону Самєц-Талар грав у клубі Першої ліги «Відзев» з Лодзі.
Після повернення до «Шльонська» футболіст знову відправився в оренду. Першу половину сезону 2021/22 він провів у клубі «Катовіце». З 1 січня 2022 року Самєц-Талар повернувся до «Шльонська» і паралельно з цим продовжив виступи за дублюючий склад команди з Вроцлава.

### Збірна
У 2018 році Пйотр Самєц-Талар провів одну гру у складі юнацької збірної Польщі (U-18).